# 2-2-0

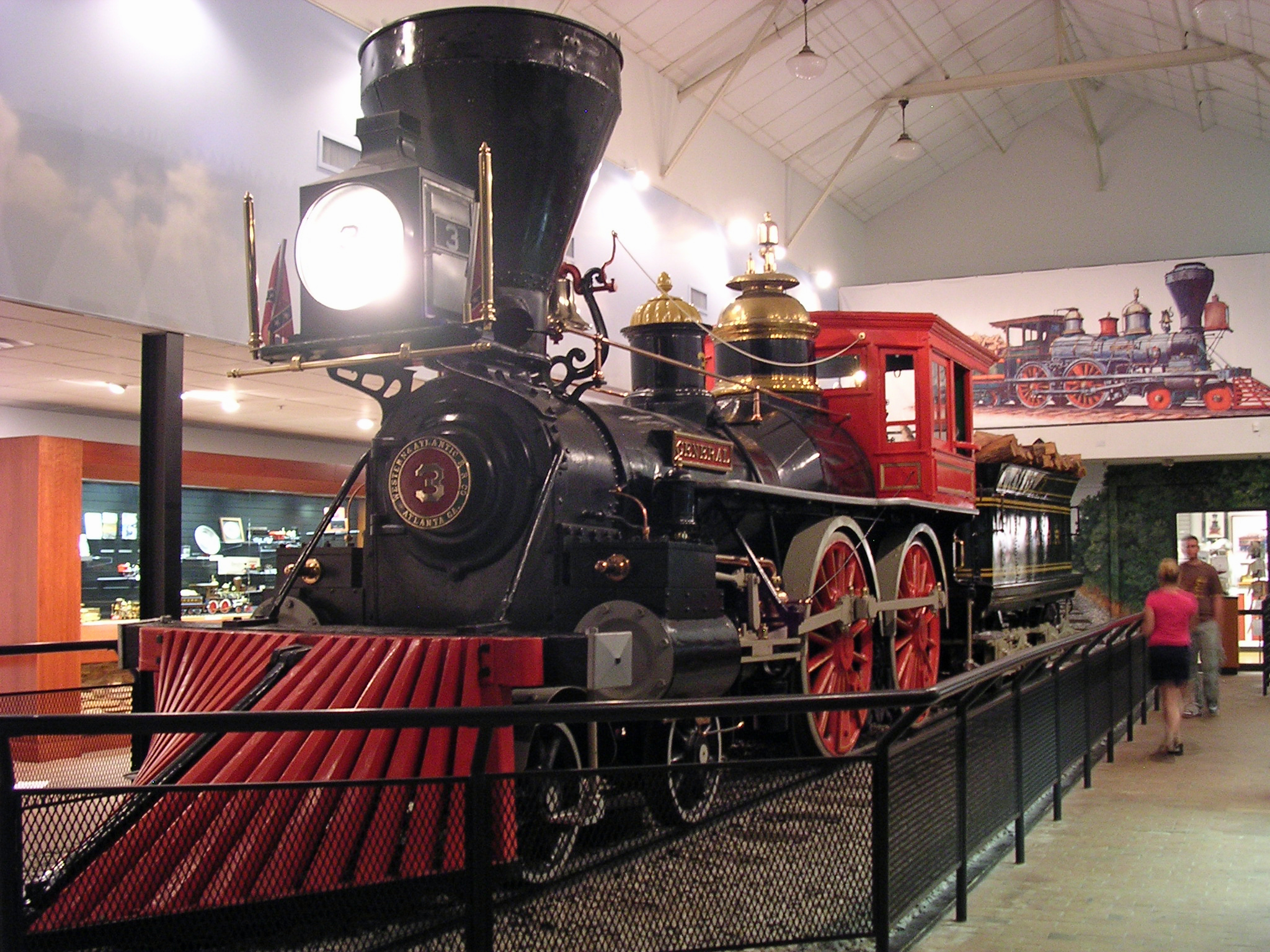
Американський паровоз тип 2-2-0

Тип 2-2-0 — паровоз з двома бігунковими і двома рушійними осями.
Інші варіанти запису:
- Американський — 4-4-0
- Французький — 220
- Німецький — 2B

## Види паровозів 2-2-0
До даного типу, в основному, відносилися пасажирські паровози. Такий тип мали і виготовлені в 1851 році перші російські пасажирські паровози. Найбільшого поширення даний тип отримав на американських залізницях у другій половині XIX століття. В 1912 році всі російські пасажирські паровози з двома рушійними осями отримали позначення серії Д (двовісні).